# Bolhó, Somogy
Bolhó  este un sat în districtul Barcs, județul Somogy, Ungaria, având o populație de 819 locuitori (2011). 

## Demografie
Componența etnică a satului Bolhó
     Maghiari (78,33%)
     Romi (12,83%)
     Croați (6,9%)
     Germani (1,57%)
     Necunoscut (0,36%)
     Alții (0,36%)
Componența confesională a satului Bolhó
     Romano-catolici (71,31%)
     Reformați (2,56%)
     Fără religie (2,32%)
     Necunoscută (23,81%)
     Alte religii (0,37%)
Conform recensământului din 2011, satul Bolhó avea 819 locuitori. Din punct de vedere etnic, majoritatea locuitorilor (78,33%) erau maghiari, existând și minorități de romi (12,83%), croați (6,9%) și germani (1,57%). Apartenența etnică nu este cunoscută în cazul a 0,36% din locuitori.  Din punct de vedere confesional, majoritatea locuitorilor (71,31%) erau romano-catolici, existând și minorități de reformați (2,56%) și persoane fără religie (2,32%). Pentru 23,81% din locuitori nu este cunoscută apartenența confesională.